# Cyclantheropsis occidentalis
Cyclantheropsis occidentalis är en gurkväxtart som beskrevs av Ernest Friedrich Gilg och Mildbr.. Cyclantheropsis occidentalis ingår i släktet Cyclantheropsis, och familjen gurkväxter. Inga underarter finns listade i Catalogue of Life.